# هيكي براندت
وُلدت الكاتبة الألمانية ومترجمة كتب الأطفال هيكي براندت عام 1947، وقد ترجمت ما يزيد عن 70 كتاب من الإنجليزية إلى الألمانية.

## حياة
ولدت هيكي براندت في يفير وترعرعت في برلين وعاشت في منطقة كروزبرج في برلين.
بجانب الترجمة، جاءت أول كتبها عن سيرة حياة النسوية والكاتبة هيدفيج دوم (Hedwig Dohm). وبعد ترجمة براندت عدة كُتُب أطفال للكاتبة إليزابيث هوني، تعاونتا على كتابة إلى الولد في برلين (2007).

## أعمال

### ترجمات
- «إبقاء الدائرة مغلقة» رواية أمريكية مترجمة للكاتبة ميلدريد د. تيلور، 1987.
- «أنديز كريج» للكاتب بيلي روزن، 1990.
- «ناج: كطفل من معسكرات الاعتقال الألمانية» للكاتبة أغنيس ساسون ومترجمة عن قصتها «أغنيس: وكيف نجت روحي»، 1992.
- «عزيزتي تراسي، عزيزتي ماندي» للكاتب جون مارسدن، 1996.
- «سمندر في النافذة» للكاتبة إليزابيث هوني، 2003.
- «أسبوع الوحش» مترجمة عن «المدمنة والمشلول» للكاتب رون كورتيج، 2004.

### أخرى
- «حقوق الإنسان ليس لها جنس: قصة حياة هودفيج دوم»، 1989.
- «قفزات قط»، رواية، 1995.
- «مثل طير في القفص»، رواية، 2003.
- «إلى الولد في برلين» بالتعاون مع إليزابيث هوني، 2007.